# Predrag Šuput
Predrag Šuput (in serbo Предраг Шупут?; Gospić, 1º giugno 1977) è un ex cestista serbo.

## Palmarès
- YUBA liga: 2

Partizan Belgrado: 2004-05, 2005-06
- Campionato tedesco: 3

Brose Bamberg: 2009-10, 2010-11, 2011-12
- Coppa di Germania: 3

Brose Bamberg: 2010, 2011, 2012
- Supercoppa tedesca: 3

Brose Bamberg: 2007, 2010, 2011